# Ua Pou-szigeti tengerilégykapó
Az Ua Pou-szigeti tengerilégykapó (Pomarea mira) a madarak (Aves) osztályának verébalakúak (Passeriformes) rendjébe, ezen belül a császárlégykapó-félék (Monarchidae) családjába tartozó kihalt faj.

## Előfordulása
Az Ua Pou-szigeti tengerilégykapó Francia Polinézia egyik endemikus madara volt, mely a Marquises-szigetekhez tartozó Ua Pu szigeten fordul elő.

## Életmódja és kihalása
Ez a madárfaj az alföldi erdőket és a magshegyi nedves erdőket egyaránt kedvelte. Az élőhelyének elvesztése miatt halt ki, vagy ritkult meg nagyon. Utoljára igazoltan 1975-ben látták és az élőhelyén végzett intenzív keresések (1998-ban és 1999-ben) ellenére nem találtak élő egyedet. 2010-ben egy hím Ua Pou-szigeti tengerilégykapót észleltek, de biztos bizonyíték nem érkezett róla. A Természetvédelmi Világszövetség (IUCN) a kihalt (Extinct) státuszt átcserélte súlyosan veszélyeztetett (Critically Endangered) státusszá 2013-ban.
Ha még létezik, valószínűleg az erdő talaján mozog és állományai nagyon kicsik (talán ötven példány).

## Fordítás
- Ez a szócikk részben vagy egészben  az   Ua Pou Monarch című angol Wikipédia-szócikk ezen változatának fordításán alapul.  Az eredeti cikk szerkesztőit annak laptörténete sorolja fel. Ez a jelzés csupán a megfogalmazás eredetét és a szerzői jogokat jelzi, nem szolgál a cikkben szereplő információk forrásmegjelöléseként.